# Фотий (Давиденко)
Епи́скоп Фо́тий (укр. Єпископ Фотій в миру Александр Сергеевич Давиденко укр. Олександр Сергійович Давиденко; род. 20 августа 1980, Киев) — архиерей Православной церкви Украины, епископ Запорожский и Мелитопольский (с 2019).
Ранее — епископ Украинской православной церкви Киевского патриархата, епископ Запорожский и Мелитопольский (2014—2018).

## Биография
Родился 20 августа 1980 года в Киеве в православной верующей семье и с детства посещал храм.
В 1997 году поступил в Киевскую духовную семинарию (УПЦ КП), по окончании которой, продолжил обучение в Киевской православной богословской академии. В 2005 году защитил дипломную работу на тему: «Природа гріха та його подолання за творами Святого Василія Великого» («Природа греха и его преодоление по произведениям Святого Василия Великого»).
С сентября 2004 года поступил в число послушников Михайловского Златоверхого монастыря.
С 21 сентября 1997 по 24 августа 2009 года нёс послушание иподиакона патриарха Филарета (Денисенко) во Владимирском кафедральном соборе.
25 августа 2009 года, в Михайловском Златоверхом мужском монастыре, митрополитом Переяслав-Хмельницким Димитрием (Рудюком) был пострижен в монашество с именем Фотий (в честь мученика Фотия).
6 сентября 2009 года во Владимирском кафедральном соборе Киева патриархом Филаретом был рукоположен в сан иеродиакона.
20 августа 2010 года указом патриарха Филарета за № 2555 был награждён Орденом Святого Архистратига Михаила.
25 апреля 2011 года был награждён правом ношения двойного ораря.
16 декабря 2012 года епископом Агапитом (Гуменюком) был рукоположен в сан иеромонаха.
29 апреля 2013 года был награждён наперсным крестом.
В январе — феврале 2014 года совершал молитвы на баррикадах «революции достоинства» на улице Грушевского.
21 апреля 2014 года был возведён в достоинство игумена.
13 декабря 2014 года решением Синода УПЦ КП был избран для рукоположения в сан епископа Запорожского и Мелитопольского.
17 декабря 2014 года во Владимирском кафедральном соборе Киева был хиротонисан в сан епископа Запорожского и Мелитопольского. Хиротонию совершили: Филарет (Денисенко), митрополит Переяслав-Хмельницкий и Белоцерковский Епифаний (Думенко), митрополит Белгородский и Обоянский Иоасаф (Шибаев), митрополит Луцкий и Волынский Михаил (Зинкевич), архиепископ Ровенский и Острожский Иларион (Процик), архиепископ Черниговский и Нежинский Евстратий (Зоря), архиепископ Симферопольский и Крымский Климент (Кущ), архиепископ  Богуславский Александр (Решетняк), епископ Вышгородский Агапит (Гуменюк), епископ Днепропетровский и Криворожский Симеон (Зинкевич), епископ Луганский и Старобельский Афанасий (Яворский), епископ Харьковский и Богодуховский Митрофан (Бутынский), епископ Васильковский Лаврентий (Мигович), епископ Владимир-Волынский Матфей (Шевчук) и епископ Иоанн (Швец).